# 岩崎悠人
岩崎悠人（1998年6月11日—），日本足球運動員，日本國家足球隊成員。現效力日職球隊鳥棲砂岩，司職前鋒。

## 俱樂部生涯
出自京都橘高校的岩崎悠人，在高中毕业后加盟了日乙球队京都不死鸟。
千叶市原官方宣布，球队租借了效力札幌冈萨多的前锋岩崎悠人。

## 國家隊生涯
岩崎悠人入选过日本多个级别的国青队，他帮助日本U23国家队进入了2018年亚运会的决赛。
2018年亚运会男足1/4决赛中，日本队凭借中场岩崎悠人的梅开二度，以2比1战胜沙特阿拉伯U23，时隔2届亚运会再次进入4强。
日本足球协会官方宣布，武藤嘉纪因伤退出，球队补招鸟栖砂岩球员岩崎悠人。

## 外部連結
- （日語）J.League Data Site （页面存档备份，存于）
- 岩崎悠人在Soccerway.com（英语）
- 岩崎悠人在WorldFootball.net（英语）
- 岩崎悠人在Soccerbase.com（英语）
- 岩崎悠人在National-Football-Teams.com（英语）
- 岩崎悠人在11v11.com（英语）
- 岩崎悠人在kicker（德语）
- 岩崎悠人在FBref.com（英语）
- 岩崎悠人在ESPN（英语）
- 岩崎悠人在J.League（日语）
- 岩崎悠人在FootballDatabase.eu（英语）
- 岩崎悠人在Transfermarkt（英语）
- 岩崎悠人的X（前Twitter）
- 岩崎悠人的Instagram帳戶